# 미키 비아시온

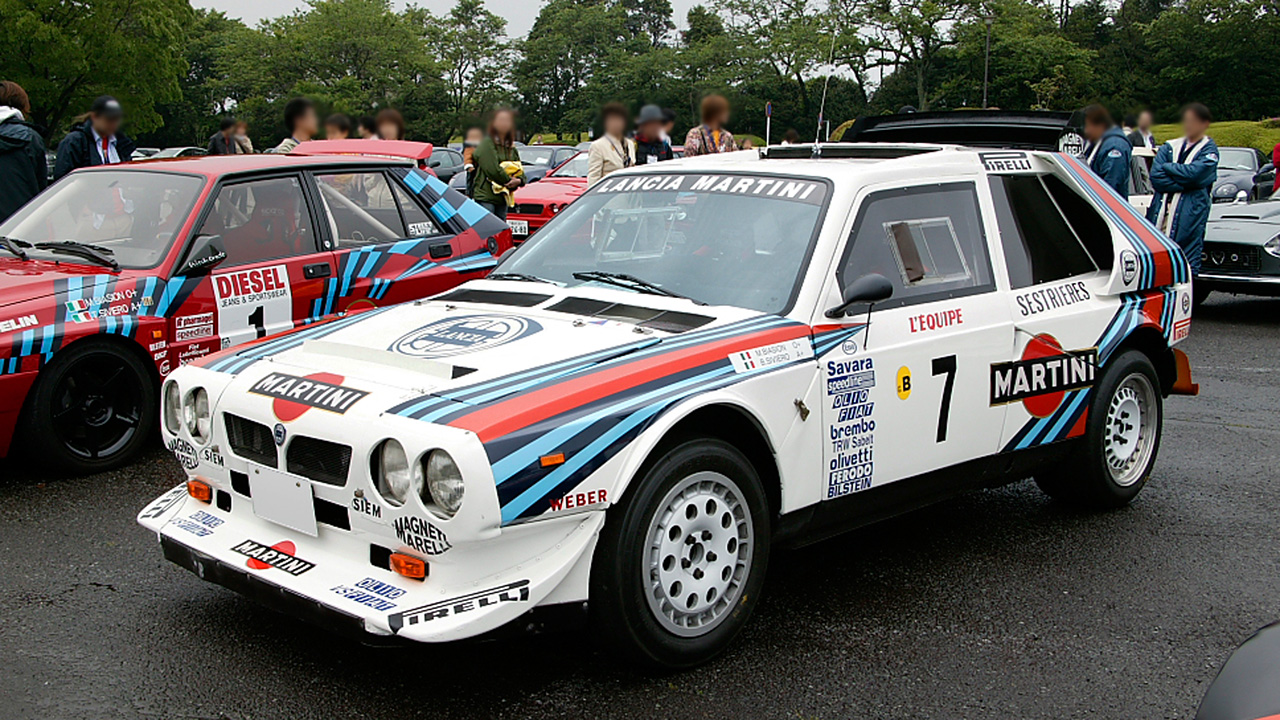
미키 비아시온의 란치아 델타

마시모 "미키" 비아시온(Massimo 'Miki' Biasion, 1958년 1월 7일 ~ )은 이탈리아의 자동차 경주 선수이다. 란치아 델타를 운전했으며, 1988년부터 1989년까지 챔피언쉽을 올렸고, 1994년에 랠리를 그만두었다.